# Simpson Horror Show XVIII
Le Simpson Horror Show XVIII ou le Spécial d’Halloween XVIII (au Québec) est le 5e épisode de la saison 19 de la série télévisée d'animation Les Simpson.

## Synopsis

### Rentre maison (ET go Home)
Parodie de E.T. l'extra-terrestre. Bart et Lisa aident Kodos à obtenir des objets pour retourner sur sa planète mais les intentions de l'extraterrestre sont plus dangereuses qu'on ne le croit...

### Mr. and Mrs. Simpson
Dans cette parodie de Mr. et Mrs. Smith (Mr. & Mrs. Smith), Homer mène une double vie d'agent secret. Un jour, il reçoit pour mission d'éliminer Kent Brockman mais il découvre que Marge est elle aussi sur le coup ...

### La maison du diable (Heck House)
Le titre est une parodie de Hell House.
Tous les enfants du quartier vont quémander des friandises aux habitants de Springfield, mais Bart, Lisa, Nelson et Milhouse décident de faire des farces à ceux qui refusent d'en donner. Ceux-ci viennent s'en plaindre à Homer qui ne les punit pas, ce qui pousse Ned Flanders à transformer l'église en école de péchés. Dans cette troisième partie, on entend notamment la chanson Blitzkrieg Bop du groupe The Ramones.

## Parodies et références culturelles
- À plusieurs reprises dans ET go Home, on peut entendre le thème musical de E.T. composé par John Williams.
- Dans ET go Home, dans la scène d'où sortent tous les extraterrestres, on entend la musique de l'apprenti sorcier de Paul Dukas, puis Chevauchée des Walkyries par Richard Wagner.
- Dans ET go Home, la scène d'attaque des hélicoptères contre les aliens est une référence à Apocalypse Now.
- Le générique de fin est une variation du thème musical de La Famille Addams (avec notamment des claquements de doigts).
- Gregory House, Jack Bauer, Michael Scofield, Lincoln Burrows et Cops apparaissent au début, quand Marge prépare les gâteaux.
- Mr & Mrs Simpson est une parodie du film Mr & Mrs Smith.
- Le début de Mr & Mrs Simpson peut aussi être vu comme une parodie de la série de jeux Hitman (Un chauve assassin tuant sa cible avec un fusil de précision).
- L'enfer de la 3e partie ressemble à l'enfer du Jardin des délices de Jérôme Bosch.
- Homer reçoit sur la tête le cochon du long-métrage Les Simpson, le film.

Notes
- Cet épisode est déconseillé aux moins de 10 ans sur W9, probablement à cause de la violence.